# Willy Manchot
Wilhelm (Willy) Julius Manchot (* 10. Juli 1907 in Würzburg; † 24. Oktober 1985 in Düsseldorf) war ein deutscher Chemiker und Industrieller.

## Werdegang

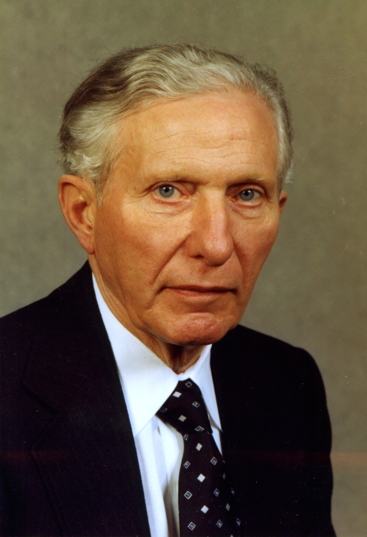
Willy Manchot, ca. 1980

Nach dem Abitur am Alten Realgymnasium, dem heutigen Oskar-von-Miller-Gymnasium München, studierte Manchot an den Technischen Hochschulen in Würzburg und München Chemie. 1928 wurde er Mitglied des Corps Vitruvia München. 1934 wurde er zum Doktor der Ingenieurwissenschaften mit einer Arbeit über Rutheniumcarbonylen und -nitrosylen promoviert. Im selben Jahr trat er in das Ferrowerk Mückenberg/Niederlausitz der Wacker Chemie ein, um die praktische Seite der Chemie kennenzulernen. Er hat sich dort im Wesentlichen mit elektrothermischen Prozessen beschäftigt. Seine technische Begabung, gepaart mit kaufmännischem Verständnis, sollten sich später bei seiner Tätigkeit im Unternehmen Henkel als wertvoll herausstellen.
Im März 1939 kam Manchot zur Henkel-Gruppe. Nach kurzer Zeit im Henkel-Werk in Genthin, bei der Firma Stephan in Halle und bei Dreiring in Krefeld wurde er am 1. Mai 1939 kommissarisch zum Vorstandsvorsitzenden der Deutschen Hydrierwerke AG berufen und mit der Leitung des Werkes Rodleben in Dessau betraut. Dort war zu jener Zeit die Chemieforschung und großtechnische Produktion von organischen Chemikalien, insbesondere der Fettalkohole, konzentriert.
Am 24. Oktober 1939 wurde er als Geschäftsführer in die Henkel & Cie GmbH berufen (als Nachfolger seines erkrankten Schwagers Carl August Bagel) sowie Vorstandsmitglied der Henkel & Cie AG. Zusammen mit Jost Henkel als kaufmännischem Geschäftsführer war Manchot als Chemiker in dem Unternehmen tätig. Zusammen erlebten sie das Kriegsende, die Zerstörung, Beschlagnahme oder Demontage der Werksanlagen im In- und Ausland. Er wurde, wie auch weitere Führungskräfte und Mitglieder der Unternehmerfamilie Henkel, inhaftiert.
Im Jahr 1948, nach Rückkehr der Familie in die Firmenleitung, war Manchot als Vorsitzender des Verwaltungsrats wesentlich am Wiederaufbau und Geschäftserfolg der Firma Henkel in den Nachkriegsjahren beteiligt.
In den 1960er Jahren entstanden durch seine Initiative und Förderung zahlreiche Produktionsstätten im Ausland. Seinen Rat suchten auch andere Unternehmen, die ihn in Aufsichts- und Beratungsgremien beriefen. Daneben war Manchot Mitbegründer der Deutschen Gesellschaft für Fettwissenschaft.

## Ehrungen
- 1964 hat die Technische Hochschule München Manchot für seine Verdienste um die Förderung des wissenschaftlichen Nachwuchses und der Hochschule die Würde eines Ehrensenators verliehen.
- 1978 überreichte Bundespräsident Walter Scheel ihm für sein soziales Engagement, für Schaffung von Arbeitsplätzen und seine Initiative für den Bau von Werkssiedlungen das Bundesverdienstkreuz 1. Klasse.

## Herkunft und Familie

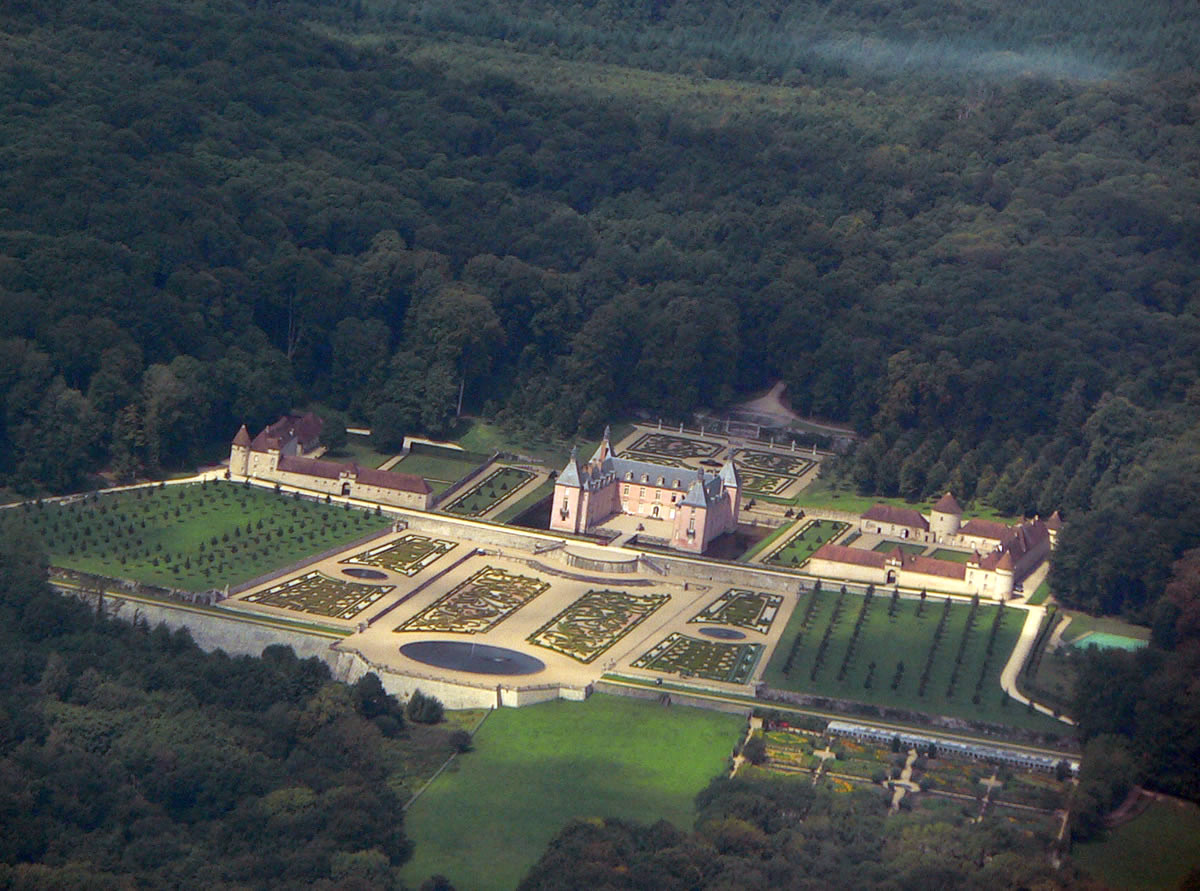
Schloss Montjeu, ehemaliger Wohnsitz von Willy Manchot in der Bourgogne

Willy Manchot [mɑ̃ʃo], ins Deutsche übersetzt Pinguin, entstammte einer hugenottischen Familie aus Lothringen. Sein Vater, Geheimrat Wilhelm Manchot (1869–1945), hatte von 1914 bis 1935 den Lehrstuhl für Anorganische Chemie an der TU München inne.
Manchot war seit dem 3. April 1935 mit Sigrid Henkel (1911–1966), einer Enkelin des Firmengründers Friedrich Karl Henkel, verheiratet und sie hatten zwei gemeinsame Kinder: Jürgen (1936–2004), den späteren Chemiker und u. a. Gründer der Pinguin Stiftung und Susanne (* 1940).
Nach dem Tod seiner ersten Ehefrau Sigrid heiratete er 1966 Hildegard Clauß. Aus dieser Ehe gingen die Kinder Christina (* 1967) und Philipp (* 1977) hervor. Willy Manchot lebte bis zu seinem Tod in Hubbelrath bei Düsseldorf.
Einen seiner Wohnsitze, das Renaissance-Schloss Montjeu aus dem Jahre 1606 in der französischen Gemeinde Broye im Département Saône-et-Loire in Burgund, ließ er nach einem Brand 1963 von dem befreundeten Architekten Cäsar Pinnau restaurieren.

## Veröffentlichungen
- 1934 mit Prof. Wilhelm Manchot: Darstellung von Rutheniumcarbonylen und -nitrosylen. In: Zeitschrift für anorganische und allgemeine Chemie. Band 226, 1936, S. 385–415